# Eric Melvin
Eric Scott Melvin (9 juli 1966), soms kortaf Melvin genoemd, is de ritmegitarist van de Amerikaanse punkband NOFX. Hij is sinds het begin van de band begin jaren 80 lid. Melvin staat bekend om zijn dreadlocks die bijna elke keer dat NOFX optreedt een andere kleur hebben. Hij speelt ook accordeon voor NOFX.
Melvin verzorgt de achtergrondzang in bijna elk NOFX-nummer. Zijn zangstijl staat bekend als de "Mel Yell". Ook schrijft hij gitaarriffs voor de liedjes, zoals het intro voor "Seeing Double at the Triple Rock".

## Trivia
- Melvin speelt in de band Punk Rock Karaoke samen met Steve Soto, Derek O'Brien en Greg Hetson. Het motto van de band is "We Play... You Sing!"
- In de Europese toer van punkrockband Me First and the Gimme Gimmes in 2007 nam hij de rol van bassist over van NOFX-zanger Fat Mike.
- Eric is een groot fan van sciencefiction-boeken. Hij heeft een tatoeage in zijn nek die luidt: 'Don't Panic'. Dit is een eerbetoon aan Het Transgalactisch liftershandboek.
- Hij was ooit eigenaar van een populaire koffiewinkel in West-Hollywood genaamd Melvin's.
- Zijn ouders zijn Joods, maar zelf is hij niet gelovig.